# 에어 피플 인터내셔널
에어 피플 인터내셔널(영어: Air People International)은 태국 방콕에 본사를 둔 화물 항공사다. 태국과 방글라데시 다카를 오가는 주 3회 화물기를 운항하고 있다.

## 역사
에어 피플 인터내셔널은 1986년에 화물 종합 판매 대리점으로 설립되었다. 2003년 안토노프 An-12 항공기를 이용해 자체 코드로 운항하기 시작했다.